# Erste Schlacht bei Chlumec
Die Erste Schlacht bei Chlumec war eine Auseinandersetzung zwischen Truppen des römisch-deutschen Königs Heinrich III. und des böhmischen Herzogs Břetislav I. am 22. September 1040 bei Chlumec (Kulm) in Nordböhmen, in der Břetislavs Streitkräfte siegreich waren.
Břetislav hatte im Sommer 1039 einen Kriegszug nach Polen unternommen, Krakau und andere Städte geplündert und Gnesen eingenommen. Dort hatte er, im Beisein hoher böhmischer Kirchenfürsten, das Grab von Adalbert (tschech. Vojtěch, poln. Wojciech) geöffnet und dessen Gebeine entnommen, um sie mitsamt denen seines Stiefbruders Radim-Gaudentius, des ersten Bischofs von Gnesen, nach Prag zu überführen. Obwohl der Feldzug durch die Besetzung Schlesiens, Gnesens und Mährens Polen empfindlich schwächte, war die Inbesitznahme dieser Reliquien vermutlich der eigentliche Grund des Feldzuges. Mit Hilfe der Reliquien sollte Prag zum eigenständigen böhmischen Erzbistum aufgewertet und damit von Gnesen unabhängig werden. Entsprechende Pläne wurden mit einer Gesandtschaft zum Papst verfolgt, stießen aber auf erbitterten Widerstand des Mainzer Erzbischofs, der die Oberhoheit über das Bistum Prag innehatte.
König Heinrich III. teilte die Ansicht des Mainzer Erzbischofs. Zudem forderte er Břetislavs Rückzug aus Polen, das ebenso wie Böhmen ein Vasallenfürstentum des Heiligen Römischen Reiches war, sowie einen hohen Straftribut, den Břetislav jedoch nicht zu zahlen bereit war. Stattdessen sandte dieser, um einen Feldzug des Reiches gegen Böhmen zu verhindern, seinen Sohn Spytihněv als Geisel zum König. Als Břetislav weiterhin die Tributzahlung verweigerte, brach Heinrich III. im August 1040 mit zwei Heersäulen nach Böhmen auf. Er selbst marschierte mit bayrischen Truppen über Taus, hier kam es zunächst zur Schlacht bei Biwanka.
Die meisten Krieger des Aufgebots fanden den Tod, die Fuldaer Totenannalen nennen zahlreiche Einzelschicksale.
Ein Verhandlungsangebot im folgenden Jahr wurde von Heinrich dennoch mit der Forderung nach bedingungsloser Unterwerfung beantwortet. Die Kämpfe wurden im August 1041 wieder aufgenommen. während sächsische Truppen unter dem Befehl des Markgrafen Ekkehard II. von Meißen in Nordböhmen eindrangen. Bei Chlumec kam es am 22. September zu einer Schlacht, in deren Folge sich Heinrichs Heer zurückziehen musste. Erst im Folgejahr gelang es ihm mit einem neuen Heer, Břetislav zu unterwerfen.